# Међународна година мобилизације против расизма, расне дискриминације, ксенофобије и сличне нетолеранције
Међународна година мобилизације против расизма, расне дискриминације, ксенофобије и сличне нетолеранције (енгл. International Year of Mobilization against Racism, Racial Discrimination, Xenophobia and Related Intolerance) је 2001. година, по одлуци Генералне скупштине Уједињених нација.

## Историјат
Међународне године Уједињених нација, почевши од Светске године избеглица 1959—1960, одређују се како би се светска пажња усмерила на важна питања. Годину 2001. је Генерална скупштина Уједињених нација 9. децембра 1998. прогласила Међународном годином мобилизације против расизма, расне дискриминације, ксенофобије и сличне нетолеранције са циљем да тада организују Светску конференцију против расизма, расне дискриминације, ксенофобије и сродне нетолеранције.
У резолуцији А/РЕС/53/132 је Генерална скупштина Уједињених нација навела да је обележавање имало за циљ скретање пажње свету на циљеве Светске конференције и елиминисање свих облика расизма, расне дискриминације, ксенофобије и сродне нетолеранције.
Одржана је у Дурбану, у Јужној Африци, са 7000 представника цивилног друштва на Форуму НВО од 28. до 31. августа 2001. Седница Владе је одржана од 31. августа до 7. септембра 2001. Декларација и програм деловања су усвојени 8. септембра. Високи комесар Уједињених нација за људска права Мери Робинсон била је генерални секретар конференције.